# 多羅尾光信
多羅尾 光信（たらお みつのぶ）は、戦国時代から安土桃山時代にかけての近江国・山城国の武将。通称は玄蕃で、近江国甲賀郡多羅尾荘の出身とみられる。

## 概要
天正7年（1579年）に信貴山城の戦いで敗死した松永久秀が所有していた茶釜の平蜘蛛の破片を回収しており、天正9年（1581年）と推定される11月12日に津田宗及を招いて行った茶会で、父の綱知が使用している。天正9年（1581年）の馬揃えの参加予定者の中には「多羅尾父子三人」とあり、綱知と光信、その三好生勝が参加していたと考えられる。